# Sõrumäe
 Sõrumäe est un village de la Commune de Iisaku du Comté de Viru-Est en Estonie. Sa population est de 24 habitants. 